# 土井利忠 (技術者)
土井 利忠（どい としただ、1942年2月2日 - ）は、兵庫県出身の技術者・経営者。「ホロトロピック・ネットワーク」代表。ペンネームは天外 伺朗（てんげ しろう）。
ソニー取締役、同社業務執行役員上席常務、ソニー・インテリジェンス・ダイナミクス研究所所長兼代表取締役社長、ソニーコンピュータサイエンス研究所取締役ファウンダーを務めた。

## 人物・来歴
1960年、愛知県立旭丘高等学校卒業、弓道部。1964年、東京工業大学電子工学科卒業。1972年、東北大学工学博士（国内留学）。
東京工業大学卒業後ソニーに入社し、アンテナ、CAD、コンパクトディスクなどデジタル・オーディオ技術、ワークステーション「NEWS」、エンタテインメントロボット「AIBO」「QRIO」の開発を手がけたことで知られている。当時のアメリカのコンピューター業界には、インドで瞑想をしていたようなヒッピー等カウンターカルチャーの人間が多く、土井はワークステーション「NEWS」の開発を通し、初めてカウンターカルチャーに出会った。「物事のなりゆきを「宇宙におまかせ」するニューエイジャーたちに出会ってものすごくびっくりしたよ。それに、「おまかせ」していると、それなりにうまく展開してしまうことにもね。」と語っており、ニューエイジャー達のスピリチュアルな考え方に感銘を受ける。
1995年に、船井幸雄の船井総合研究所が主催する精神世界・ニューエイジ系の人々が集うイベント「船井オープンワールド」の第1回に参加して講演を行う。パラマハンサ・ヨガナンダの『あるヨギの自叙伝』やマルロ・モーガンの『ミュータント・メッセージ』を読み、瞑想中に亡くなるという理想的な死に方「マハーサマーディ」が出来るのだと考えるようになった。船井幸雄が主催する直感力研究会で「いかに死ぬか。死とは何か」というタイトルで講演を行った際に「至福のうちに亡くなる死に方を研究しませんか」と呼びかけたところ、その場で大きな反響があり、船井幸雄が「天外さんが『死に方の研究会』を作ります」とアナウンスして回ったことで会員が800人集まり、1997年に、理想的な死に方につながる光り輝く日々を追求する人たちのためのネットワーク「マハーサマーディ研究会」を始めた。
2004年の経営会議で出井伸之ソニー会長からQRIOなどロボット事業の商品化中止を命じられる。2004年2月に「マハーサマーディ研究会」を「ホロトロピック・ネットワーク」へと名称を変更し、「魂と意識の成長」「ホロトロピック・センター構想」を掲げるようになる。2006年6月にソニーを退職後、『文藝春秋』2007年1月号にペンネームで「成果主義がソニーを破壊した」と題する論文を発表し、1990年代後半以降のアメリカ流成果主義に基づく経営を厳しく批判した。
また、天外 伺朗（てんげ しろう、手塚治虫の漫画『奇子』の登場人物に由来する）というペンネームで、CDを中心としたディジタルオーディオについての（自分自身である）「D博士」に取材するというスタイルの書籍、スピリチュアル関係や企業の部署内における人員管理を主題とした著書を執筆している。長年、両者が同一人物であることは公表されていなかったが、2001年12月23日付の『読売新聞』でこの事実を明らかにして以来、近年の文芸・評論活動においては天外伺朗名義で行うことが多い。
評論家の宮崎哲弥は土井のスピリチュアル関係の執筆活動を強く批判している。

### 失敗談
デジタルオーディオ機器（CDおよびDASHフォーマット）開発途上、社内のアイディアコンテストにおいて、シミュレーションを用いた展示物を製作する際、知識を生かして、社内システムを占有した。これが経理処理など社内業務の遅れにつながり、始末書処分となった。ただし、シミュレーションを用いた展示物は、日本電気学会などでも発表した（太平洋における潮汐の定常波を増幅する潮汐発電）。

## 略歴
- 1960年 - 愛知県立旭丘高等学校卒（弓道部に在籍）
- 1964年 - 東京工業大学工学部電気工学科卒
- 1964年 - ソニー株式会社入社
- 1965年 - 東北大学研究生（～1969年）
- 1972年 - 工学博士（東北大学）
- 1975年 - デジタルオーディオ研究開発プロジェクトのプロジェクトマネジャー（～1980年）
- 1982年 - AES副会長（国際担当）
- 1987年 - ソニー株式会社スーパーマイクロ事業本部　本部長
- 1992年 - 株式会社ソニーコンピュータサイエンス研究所　社長
- 1997年 - マハーサマーディ研究会を設立
- 2002年 - ソニーインテリジェンスダイナミクス研究所株式会社　社長
- 2007年 - 退社

## 主な受賞歴
- AESフェローシップ（1980年）
- エドゥアルト・ライン財団技術賞（1982年）
- Michel de Conda（1982年）
- AESシルバーメダル（1984年）
- Berkeley Distinguished Service Award（1991年）
- 高柳記念奨励賞（2002年）

## 著作
- 天外伺朗『東京湾超発電計画―潮の干満から大エネルギーを（ブルーバックス）』講談社、1988年。ISBN 4061327194。
- 『人材は「不良社員」からさがせ -奇跡を生む「燃える集団」の秘密』講談社、1988年

### 共著
- ディジタル・オーディオ, 伊賀章との共著, ラジオ技術社, 1982年
- 船井幸雄 編・著『地球と人間の関係 そして真実 (21世紀の生き方を考える)』（同朋舎、1998年）第4回フナイ・オープン・ワールドの講演録[8]。